# Le Barp
Le Barp [lə baʁp] est une commune du Sud-Ouest de la France, située dans le département de la Gironde, en région Nouvelle-Aquitaine.

## Géographie

### Localisation
Le Barp est une commune de l'aire d'attraction de Bordeaux située dans le Pays de Buch, sur la route nationale RN10 à environ 30 kilomètres au sud de Bordeaux. Elle se trouve dans la Forêt des Landes, sur le territoire du Parc naturel régional des Landes de Gascogne.

### Communes limitrophes
Les communes limitrophes en sont Cestas au nord, Saucats au nord-est, Saint-Magne au sud-est, Belin-Béliet au sud, Salles au sud-ouest et Mios à l'ouest.
|        | Cestas       | Saucats     |
| Mios   | Barp         |             |
| Salles | Belin-Béliet | Saint-Magne |

### Climat
Le climat qui caractérise la commune est qualifié, en 2010, de « climat océanique altéré », selon la typologie des climats de la France qui compte alors huit grands types de climats en métropole. En 2020, la commune ressort du même type de climat dans la classification établie par Météo-France, qui ne compte désormais, en première approche, que cinq grands types de climats en métropole. Il s’agit d’une zone de transition entre le climat océanique, le climat de montagne et le climat semi-continental. Les écarts de température entre hiver et été augmentent avec l'éloignement de la mer. La pluviométrie est plus faible qu'en bord de mer, sauf aux abords des reliefs.
Les paramètres climatiques qui ont permis d’établir la typologie de 2010 comportent six variables pour les températures et huit pour les précipitations, dont les valeurs correspondent à la normale 1971-2000. Les sept principales variables caractérisant la commune sont présentées dans l'encadré ci-après.
| Paramètres climatiques communaux sur la période 1971-2000 - Moyenne annuelle de température : 13 °C - Nombre de jours avec une température inférieure à −5 °C : 2,9 j - Nombre de jours avec une température supérieure à 30 °C : 6,8 j - Amplitude thermique annuelle : 14,5 °C - Cumuls annuels de précipitation : 1 020 mm - Nombre de jours de précipitation en janvier : 12,6 j - Nombre de jours de précipitation en juillet : 7,3 j |

Avec le changement climatique, ces variables ont évolué. Une étude réalisée en 2014 par la Direction générale de l'Énergie et du Climat complétée par des études régionales prévoit en effet que la  température moyenne devrait croître et la pluviométrie moyenne baisser, avec toutefois de fortes variations régionales. La station météorologique de Météo-France installée sur la commune et mise en service en 1992 permet de connaître l'évolution des indicateurs météorologiques. Le tableau détaillé pour la période 1981-2010 est présenté ci-après.
| Mois                                  | jan.            | fév.           | mars           | avril           | mai             | juin          | jui.            | août           | sep.          | oct.            | nov.          | déc.           | année      |
| ------------------------------------- | --------------- | -------------- | -------------- | --------------- | --------------- | ------------- | --------------- | -------------- | ------------- | --------------- | ------------- | -------------- | ---------- |
| Température minimale moyenne (°C)     | 2,4             | 2,4            | 4,3            | 6,3             | 10              | 12,9          | 14,3            | 14,5           | 11,2          | 9,5             | 5,2           | 3,1            | 8          |
| Température moyenne (°C)              | 6,6             | 7,4            | 10,2           | 12,2            | 16,2            | 19,2          | 20,7            | 21             | 17,6          | 14,7            | 9,6           | 6,9            | 13,6       |
| Température maximale moyenne (°C)     | 10,8            | 12,5           | 16,1           | 18,2            | 22,4            | 25,6          | 27,2            | 27,6           | 24            | 19,9            | 14            | 10,7           | 19,1       |
| Record de froid (°C) date du record   | −10,7 13.01.03  | −12,2 12.02.12 | −10,9 01.03.05 | −4,4 04.04.1996 | 0,1 14.05.1995  | 3,3 01.06.06  | 6,5 01.07.02    | 5,4 29.08.1998 | 1,6 25.09.02  | −4,9 30.10.1997 | −8,3 17.11.07 | −12,1 16.12.01 | −12,2 2012 |
| Record de chaleur (°C) date du record | 22,6 05.01.1999 | 25 15.02.1998  | 27,3 15.03.12  | 33,8 30.04.05   | 36,6 30.05.1996 | 40,5 21.06.03 | 38,5 20.07.1998 | 41,5 04.08.03  | 37,4 03.09.05 | 31,6 02.10.11   | 25 02.11.1993 | 21,9 07.12.00  | 41,5 2003  |
| Précipitations (mm)                   | 97,2            | 77,6           | 73             | 73,7            | 72,2            | 61,4          | 49,6            | 56,3           | 77,4          | 94,2            | 120,7         | 108,3          | 961,6      |

## Urbanisme

### Typologie
Au 1er janvier 2024, Le Barp est catégorisée bourg rural, selon la nouvelle grille communale de densité à sept niveaux définie par l'Insee en 2022.
Elle appartient à l'unité urbaine de Le Barp, une unité urbaine monocommunale constituant une ville isolée,. Par ailleurs la commune fait partie de l'aire d'attraction de Bordeaux, dont elle est une commune de la couronne,. Cette aire, qui regroupe 275 communes, est catégorisée dans les aires de 700 000 habitants ou plus (hors Paris),.

### Occupation des sols

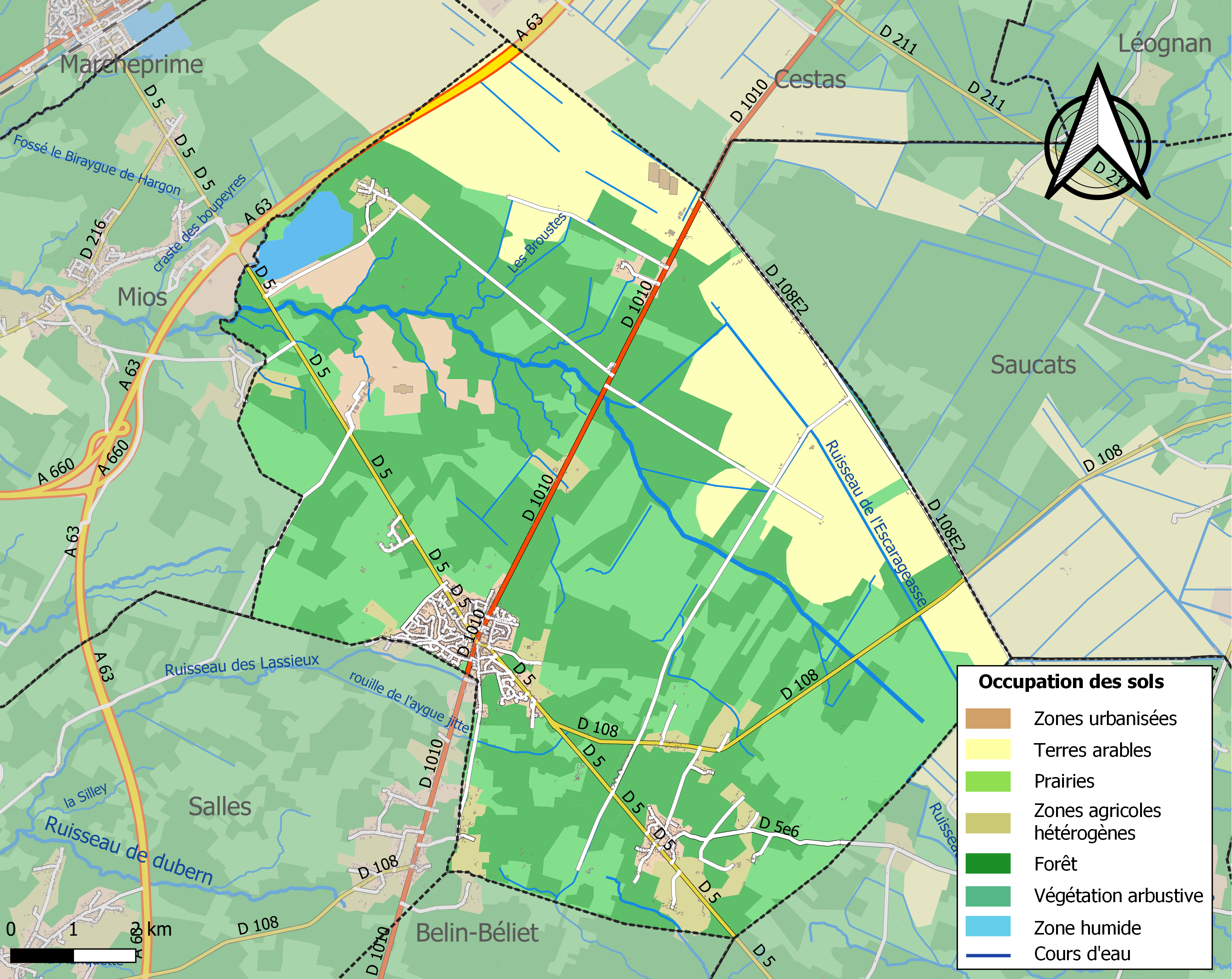
Carte des infrastructures et de l'occupation des sols de la commune en 2018 (CLC).

L'occupation des sols de la commune, telle qu'elle ressort de la base de données européenne d’occupation biophysique des sols Corine Land Cover (CLC), est marquée par l'importance des forêts et milieux semi-naturels (69,4 % en 2018), en diminution par rapport à 1990 (73,5 %). La répartition détaillée en 2018 est la suivante : 
forêts (41,5 %), milieux à végétation arbustive et/ou herbacée (27,8 %), terres arables (19,8 %), zones agricoles hétérogènes (3,8 %), zones urbanisées (3 %), zones industrielles ou commerciales et réseaux de communication (3 %), eaux continentales (1,1 %). L'évolution de l’occupation des sols de la commune et de ses infrastructures peut être observée sur les différentes représentations cartographiques du territoire : la carte de Cassini (XVIIIe siècle), la carte d'état-major (1820-1866) et les cartes ou photos aériennes de l'IGN pour la période actuelle (1950 à aujourd'hui).

### Risques majeurs
Le territoire de la commune du Barp est vulnérable à différents aléas naturels : météorologiques (tempête, orage, neige, grand froid, canicule ou sécheresse), inondations, feux de forêts, mouvements de terrains et séisme (sismicité très faible). Un site publié par le BRGM permet d'évaluer simplement et rapidement les risques d'un bien localisé soit par son adresse soit par le numéro de sa parcelle.
La commune a été reconnue en état de catastrophe naturelle au titre des dommages causés par les inondations et coulées de boue survenues en 1982, 1990, 1993, 1999, 2009 et 2020,.
Le Barp est exposée au risque de feu de forêt. Depuis le 20 avril 2016, les départements de la Gironde, des Landes et de Lot-et-Garonne disposent d’un règlement interdépartemental de protection de la forêt contre les incendies. Ce règlement vise à mieux prévenir les incendies de forêt, à faciliter les interventions des services et à limiter les conséquences, que ce soit par le débroussaillement, la limitation de l’apport du feu ou la réglementation des activités en forêt. Il définit en particulier cinq niveaux de vigilance croissants auxquels sont associés différentes mesures,.
Les mouvements de terrains susceptibles de se produire sur la commune sont des tassements différentiels.

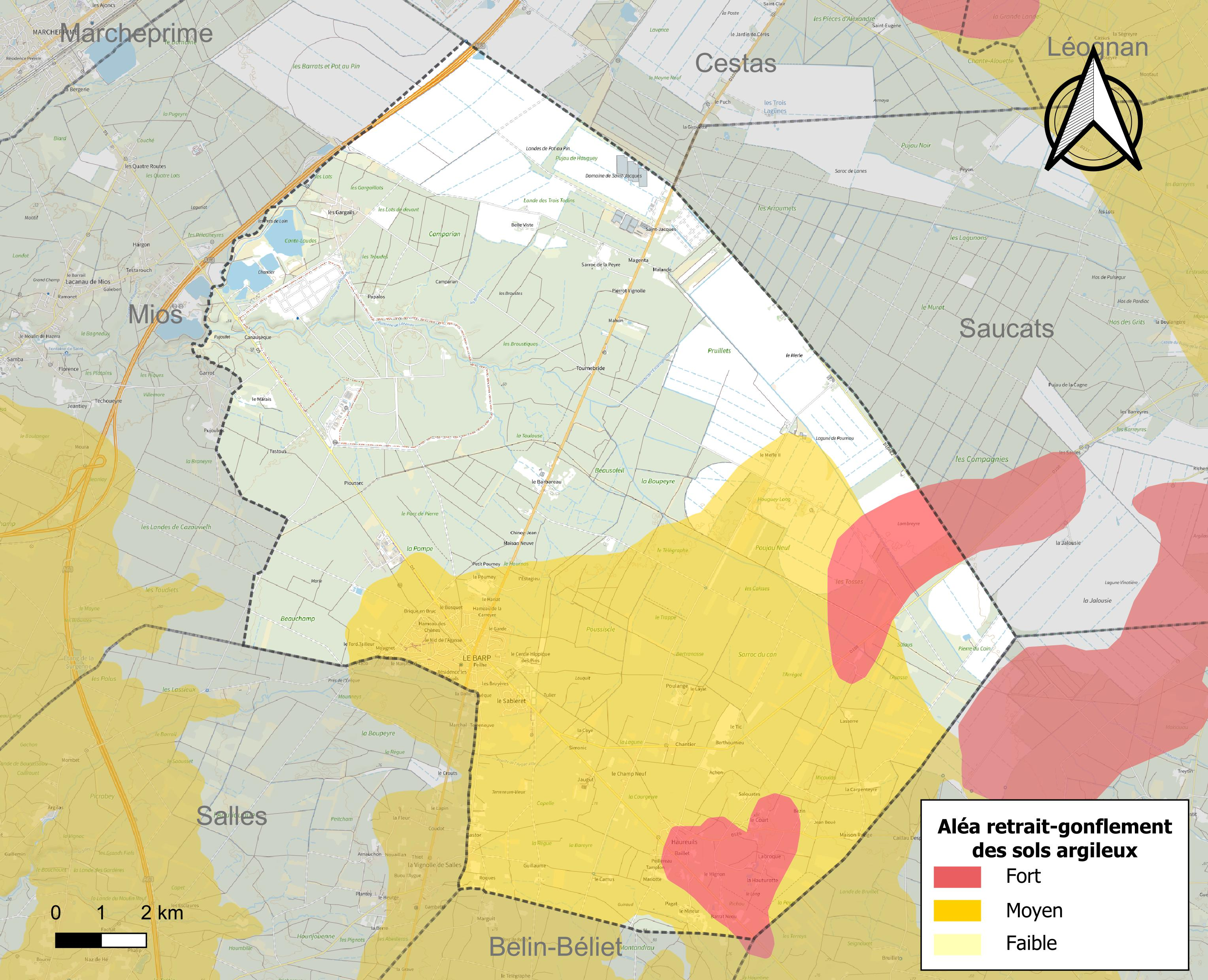
Carte des zones d'aléa retrait-gonflement des sols argileux du Barp.

Le retrait-gonflement des sols argileux est susceptible d'engendrer des dommages importants aux bâtiments en cas d’alternance de périodes de sécheresse et de pluie. 42,8 % de la superficie communale est en aléa moyen ou fort (67,4 % au niveau départemental et 48,5 % au niveau national). Sur les 1 933 bâtiments dénombrés sur la commune en 2019,  1 752 sont en aléa moyen ou fort, soit 91 %, à comparer aux 84 % au niveau départemental et 54 % au niveau national. Une cartographie de l'exposition du territoire national au retrait gonflement des sols argileux est disponible sur le site du BRGM,.
Par ailleurs, afin de mieux appréhender le risque d’affaissement de terrain, l'inventaire national des cavités souterraines permet de localiser celles situées sur la commune.
Concernant les mouvements de terrains, la commune a été reconnue en état de catastrophe naturelle au titre des dommages causés par la sécheresse en 1989 et 2003 et par des mouvements de terrain en 1999.

## Toponymie

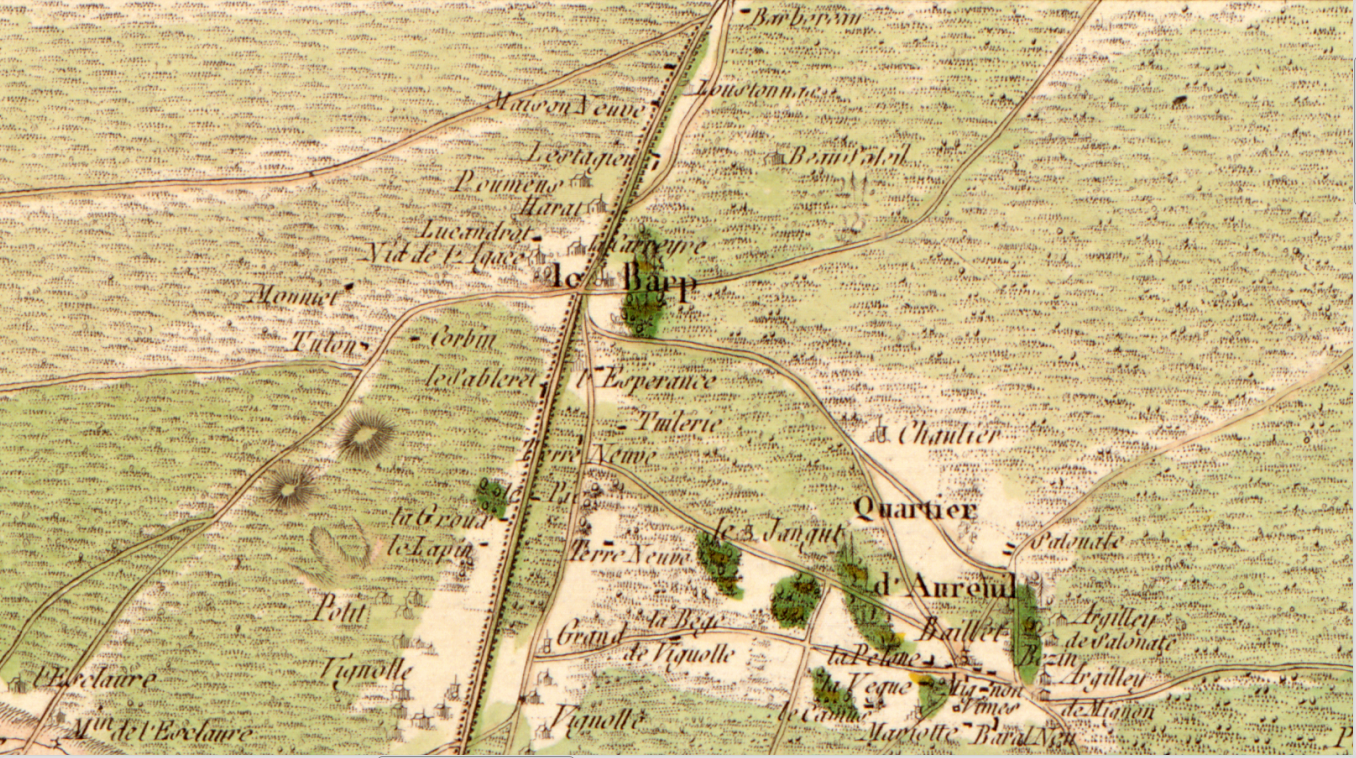
Toponymie et occupation du sol, Cassini 1756

Le toponyme est attesté dès le XIIIe siècle sous les formes latine Barbo (ablatif de Barbus), languedocienne (del) Barbe (1263) et gasconne (deu) Barp (donc lo Barp, 1220) : la transformation de Barbo à Barp est régulière en gascon.
Albert Dauzat et Ernest Nègre expliquent le toponyme par l'anthroponyme Barbus, l'article étant dû à une confusion avec le nom commun du barbeau, homonyme en gascon.
Bénédicte Boyrie-Fénié pense au contraire qu'il s'agit bien d'un nom commun, basé sur la racine hydronymique *barb- signifiant lieu humide (on relève au XIIIe siècle la mention « in palude de Barba » signalant un marais du nom de Barbe ; noter aussi les rivières voisines dénommées Barbouse et Barbanne).
En gascon, le nom de la commune est Lo Barp.

## Histoire
François Jouannet signale le passage de la voie romaine vers Dax en provenance de Cestas, qui porte le nom local de Lébade ou Camin Rouman. Des vestiges antiques y ont été repérés par la suite, par entre autres Camille Jullian.
Le village a été fondé autour de l'hôpital qui existait dès le XIIIe siècle à la place de l'église actuelle et qui n'a pas survécu à l'abandon du pèlerinage car, comme le remarque irrévérencieusement Baurein, Qui peregrinantur, raro santificantur.
Important relais de poste sur la route d'Espagne qui traversait la paroisse du nord au midi : c'est la quatrième station de la poste à chevaux après Gradignan, Les Taules et Le Puch de Lagubath.
Pour l'état de la commune au XVIIIe siècle, voir l'ouvrage de Jacques Baurein. Les bouviers de la Lande transportant des denrées à vendre y faisaient halte avant d'arriver à Bordeaux. Par extrapolation, l'abbé Baurein, faute de renseignements directs, suggère qu'on y élève des pins et bois-taillis, qu'on s'y occupe de terres labourables et de la garde des troupeaux, et de faire du charbon pour le vendre à Bordeaux.
D'après Baurein, il existe à l'époque un lieu très apprécié des pasteurs qui y mènent leurs troupeaux, Les Sotiates qui doit peut-être son nom à la tribu mentionnée par Jules César.
À la Révolution française, la paroisse Saint-Jacques du Barp forme la commune du Barp.

## Politique et administration

### Liste des maires
| Période                                  | Période       | Identité          | Étiquette | Qualité |
| ---------------------------------------- | ------------- | ----------------- | --------- | ------- |
| 1968                                     | 1983          | René Born         | PS        |         |
| 1983                                     | 2001          | Guy Pellerin      | UMP       |         |
| mars 2001                                | décembre 2006 | Danièle Born      | PS        |         |
| janvier 2007                             | 2020          | Christiane Dornon | UMP-LR    |         |
| 2020                                     | En cours      | Blandine Sarrazin | DVC       |         |
| Les données manquantes sont à compléter. |               |                   |           |         |

## Démographie
Les habitants sont appelés les Barpais.
L'évolution du nombre d'habitants est connue à travers les recensements de la population effectués dans la commune depuis 1793. Pour les communes de moins de 10 000 habitants, une enquête de recensement portant sur toute la population est réalisée tous les cinq ans, les populations de référence des années intermédiaires étant quant à elles estimées par interpolation ou extrapolation. Pour la commune, le premier recensement exhaustif entrant dans le cadre du nouveau dispositif a été réalisé en 2004.

En 2022, la commune comptait 5 713 habitants, en évolution de +4,52 % par rapport à 2016 (Gironde : +6,91 %, France hors Mayotte : +2,11 %).
| 1793  | 1800  | 1806  | 1821  | 1831 | 1836  | 1841  | 1846  | 1851  |
| ----- | ----- | ----- | ----- | ---- | ----- | ----- | ----- | ----- |
| 1 014 | 1 085 | 1 107 | 1 313 | 674  | 1 408 | 1 412 | 1 494 | 1 519 |

| 1856  | 1861  | 1866  | 1872  | 1876  | 1881  | 1886  | 1891  | 1896  |
| ----- | ----- | ----- | ----- | ----- | ----- | ----- | ----- | ----- |
| 1 452 | 1 438 | 1 543 | 1 448 | 1 476 | 1 526 | 1 461 | 1 518 | 1 520 |

| 1901  | 1906  | 1911  | 1921  | 1926  | 1931  | 1936  | 1946 | 1954 |
| ----- | ----- | ----- | ----- | ----- | ----- | ----- | ---- | ---- |
| 1 437 | 1 445 | 1 444 | 1 238 | 1 212 | 1 052 | 1 004 | 805  | 937  |

| 1962 | 1968 | 1975  | 1982  | 1990  | 1999  | 2004  | 2006  | 2009  |
| ---- | ---- | ----- | ----- | ----- | ----- | ----- | ----- | ----- |
| 892  | 958  | 1 303 | 2 238 | 2 584 | 3 242 | 4 048 | 4 293 | 4 523 |

| 2014  | 2019  | 2022  | - | - | - | - | - | - |
| ----- | ----- | ----- | - | - | - | - | - | - |
| 5 328 | 5 605 | 5 713 | - | - | - | - | - | - |

## Économie

### Agriculture
L'essentiel de l'activité primaire est tournée vers l'exploitation de la forêt qui couvre une très grande part du territoire communal.
Darbonne Pépinière produit des fraisiers et petits fruits rouges, exporte et commercialise des plantes. Le Barp est célèbre pour sa production d'asperges des sables des Landes et ses recettes.

### Industrie
Dans le nord du territoire communal, est implanté le Cesta, centre d'études scientifiques et techniques d'Aquitaine, du Commissariat à l'énergie atomique qui abrite en particulier le laser Mégajoule.
Une entreprise d'exploitation d'un gisement d'argile de qualité s'adapte régulièrement depuis plus d'un siècle à l'évolution de la demande et du marché international. Elle porte actuellement le nom Les Grés de Gascogne et produit des pavés et des carrelages en céramique, lisses ou antidérapants, dans les teintes beige rosé. Elle participe également aux journées patrimoniales girondines. C'est une des dernières entreprises traditionnelles du parc naturel régional des Landes de Gascogne.

## Culture locale et patrimoine

### Lieux et monuments

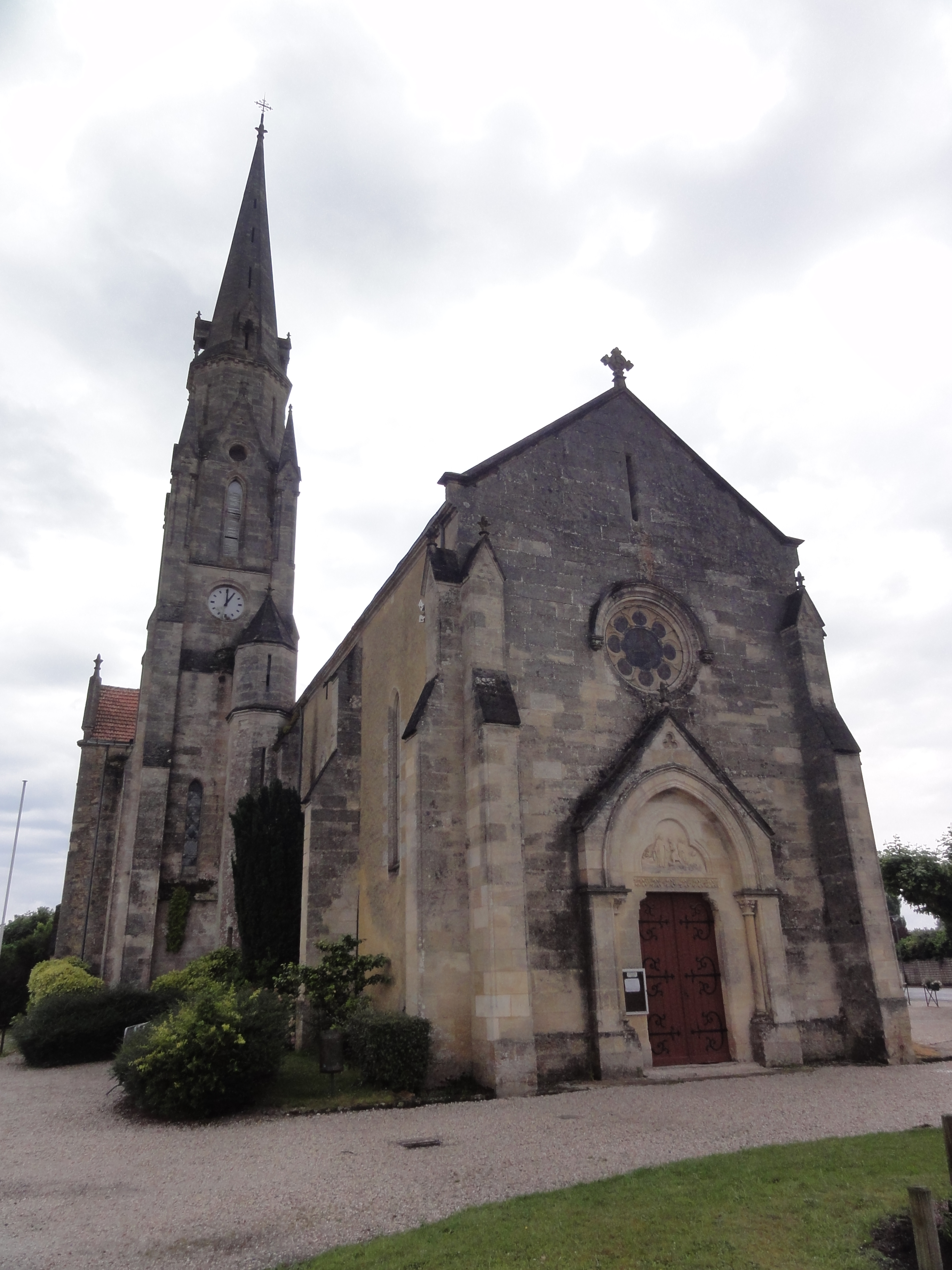
Église Saint-Jacques.

- L'église Saint-Jacques a été entièrement reconstruite durant la seconde moitié du XIXe siècle[43].

Elle abrite une cloche du XVIIIe siècle.

### Héraldique
| Armes | Les armes du Barp se blasonnent ainsi : Coupé, au premier, parti au I de gueules au prieuré à la tour gasconne couverte et girouettée d'argent, ouverte du champ, maçonnée de sable, flanquée de deux corps de logis couverts aussi d'argent, ouverts chacun aussi du champ, maçonnés aussi de sable, et au II d'or aux deux bourdons de pèlerin d'argent passés en sautoir et à la coquille d'azur brochant en abîme sur le tout, au second d'azur au chêne terrassé d’argent, fruité d’or, à dextre, et au pin terrassé aussi d’argent à senestre, au soleil d’or mouvant du milieu de la partition et à la pomme de pin renversée d’argent en pointe. |